# Tần Nhị Thế
Tần Nhị Thế Hoàng đế (chữ Hán: 秦二世; 230 TCN - 207 TCN), hay Nhị Thế Hoàng đế (二世皇帝), tên thật là Hồ Hợi (胡亥), tính Doanh (嬴), thị Tần (秦), là vị Hoàng đế thứ hai của nhà Tần trong lịch sử Trung Quốc, ở ngôi từ 210 TCN đến 207 TCN. Thời Tần Nhị Thế, nhà vua dưới sự thao túng của thừa tướng Triệu Cao thực hiện chính sách cai trị hà khắc, nên dân chúng không phục và căm ghét nhà Tần, nhiều cuộc khởi nghĩa xảy ra mà khởi đầu là cuộc khởi nghĩa của Trần Thắng, Ngô Quảng. Năm 207 TCN, Triệu Cao bức tử Tần Nhị Thế, nhà Tần chỉ tồn tại thêm 46 ngày rồi bị diệt vong.

## Thân thế
Hồ Hợi là con thứ 18 trong số khoảng hơn 20 người con trai của Tần Thủy Hoàng. Từ nhỏ, Hồ Hợi được vua cha yêu quý, giao cho hoạn quan Triệu Cao dạy dỗ. Ông được Triệu Cao dạy về pháp luật và mệnh lệnh.

## Lên ngôi
Tháng 10 năm 210 TCN, Tần Thủy Hoàng đi tuần du thiên hạ, tả thừa tướng Lý Tư (李斯) đi theo, hữu thừa tướng Khứ Tật ở lại kinh thành trông coi triều đình. Hồ Hợi xin đi theo, được vua cha bằng lòng.
Sau khi tế vua Hạ Vũ ở Cối Kê, vua Tần Thủy Hoàng trở về kinh, khi về đến bến Bình Nguyên thì bị bệnh.
Bệnh tình Tần Thủy Hoàng càng nặng, biết không qua khỏi nên vua Tần viết thư, đóng dấu ngọc tỷ gửi đến con cả của hoàng đế là công tử Phù Tô (扶苏) nói: 
Con về Hàm Dương tổ chức đám tang, và chôn cất ta ở đấy.
Bức thư đã niêm phong ở trong phủ trung xa thuộc quyền Triệu Cao (趙高). Bức thư có dấu của nhà vua làm tin chưa giao cho sứ giả thì vào ngày bính dần tháng 7 tức ngày 10 tháng 9 theo lịch Julius năm đó, Thủy Hoàng chết tại Bình Đài (平台) thuộc đất Sa Khâu (沙丘).
Thừa tướng Lý Tư thấy nhà vua chết khi  ở xa kinh đô sợ các công tử và thiên hạ có biến loạn, bèn giấu kín điều đó, không báo tang. Chỉ có Hồ Hợi, Triệu Cao và một vài hoạn quan thân tín của nhà vua, tất cả có năm sáu người biết là vua đã chết. Cuối cùng, sau khoảng hai tháng, Lý Tư và xa giá trở lại Hàm Dương, từ đó tin tức về cái chết của Tần Thủy Hoàng mới được công bố. Sau khi ông chết, Phù Tô theo lệ sẽ là hoàng đế nối ngôi.
Lý Tư và Triệu Cao âm mưu giết Phù Tô vì vị tướng được yêu thích bởi Phù Tô là Mông Điềm, người mà họ không thích . Họ đã sợ rằng nếu Phù Tô được lên ngôi, họ sẽ bị mất quyền lực . Vì vậy nên Triệu Cao bèn cùng Lý Tư âm mưu phá hủy bức thư của Thủy Hoàng gửi cho công tử Phù Tô, đặt ra chuyện thừa tướng Lý Tư đã nhận được tờ chiếu của Thủy Hoàng ở Sa Khâu trước khi chết bảo lập Hồ Hợi làm thái tử; sau đó lại làm một bức thư khác gửi cho công tử Phù Tô và tướng Mông Điềm kể tội hai người, ra lệnh cho hai người phải chết.
Công tử Phù Tô vì một lòng trung hiếu nên đọc thư xong bèn tự vẫn, Mông Điềm thì nghi ngờ không chịu chết, bị bắt mang về giam ở Dương Châu.
Hồ Hợi bèn lên nối ngôi, tức là Nhị Thế hoàng đế, năm ấy ông 21 tuổi.

## Ở ngôi
Tháng 9 năm 210 TCN, Tần Nhị Thế chôn vua cha Tần Thủy Hoàng ở Ly Sơn. Mộ được xây từ khi Thủy Hoàng còn sống, sai hơn 70 vạn dân phu đào ba con suối, ở dưới đổ đồng và đưa quách vào; đem hết những đồ quý báu của hoàng gia và trăm quan chôn xuống dưới; rồi sai thợ chế máy bắn tên để đề phòng mộ tặc. Các vua Tần còn sai lấy thủy ngân làm sông Trường Giang, sông Hoàng Hà và biển lớn. Nhị Thế cho rằng:
Những người ở hậu cung của tiên đế nếu không có con mà cho ra ngoài thì không tiện.
Vì vậy Nhị Thế sai chôn theo tất cả các cung nữ của Tần Thủy Hoàng. Sau khi chôn cất xong, có người nói với Nhị Thế:
Những người thợ làm máy và cất giấu đều biết chỗ cất giấu thế nào họ cũng tiết lộ việc lớn.
Vì vậy sau khi cất giấu xong, Nhị Thế sai đóng đường hầm đi đến huyệt, lại sai đóng cửa ngoài đường hầm; những người thợ và những người cất giấu của cải không làm sao thoát ra được, đều bị chết trong đó.
Nhị Thế tin dùng Triệu Cao, cho làm làm lang trung lệnh và do đó hành động như một vị vua bù nhìn. Theo mưu của Triệu Cao, ông tăng thêm nhiều luật lệ mệnh lệnh. Nhị Thế bàn mưu với Triệu Cao:
Các quan đại thần không phục, quan lại còn mạnh, các công tử thế nào cũng tranh nhau với ta. Bây giờ nên làm thế nào?
Triệu Cao thưa:
Cao vốn là người hèn mọn được bệ hạ thương đến cho làm ở địa vị trên, lo những công việc quan trọng nhất, các quan đại thần đều bực bội chỉ theo thần ngoài mặt chứ trong lòng thực không phục. Trong lúc này không thể theo văn mà phải dùng võ lực để quyết định. Làm như thế, trên dưới sẽ theo mà nước được an.
Nhị Thế cho là phải, bèn giết các quan đại thần và các công tử anh em mình, tội lỗi liên lụy đến những viên quan nhỏ hầu hạ nên họ cũng đều bị giết. Các quan tam lang không còn ai sống sót, 6 vị công tử đều bị giết ở đất Đỗ (杜). Cả tông thất run sợ, quần thần ai ngăn cản thì phạm tội phỉ báng. Các quan đại thần thì lo giữ lộc để được yên thân, còn nhân dân thì sợ hãi.
Nhị Thế sau đó tiếp tục trừng phạt nhiều người khác chỉ vì những lỗi nhỏ nhặt. Em trai của hoàng đế là Tướng Lư (将闾) và hai anh em khác đều bị bắt giam. Sứ giả sau đó đã được gửi đến để đọc cho họ bản án tử hình. Tướng Lư nhìn trời và kêu to 3 lần rằng ông không phạm tội gì cả. Cả ba anh em đều khóc và phải rút kiếm tự tử. Triệu Cao nói rằng Nhị Thế còn trẻ và do là Thiên tử nên giọng nói của ông không được nghe thấy và khuôn mặt của ông không bao giờ phải được hiển thị. Theo đó, Nhị Thế chỉ sống trong nội cung và chỉ tham khảo ý kiến với Triệu Cao. Bởi vì điều này, các đại thần hiếm khi có cơ hội để gặp Nhị Thế lúc thiết triều.
Sau đó Nhị Thế tiếp tục điều phu xây cung A Phòng. Lý Tư a dua theo vua, dâng "Thuyết đốc trách" đề nghị tăng hình luật tàn khốc hơn để trị thiên hạ, do đó pháp luật của triều đình càng khắc nghiệt hơn cả thời Thủy Hoàng, nhân dân càng thêm oán hận.p
Năm 209 TCN (năm thứ 21 Vệ Giác quân) Tần Nhị Thế phế bỏ tước vị Giác quân, phế ông xuống làm thứ dân. Các nước chư hầu thời chiến quốc đến đây mới kết thúc. Cùng năm, Trần Thắng và Ngô Quảng khởi nghĩa nổi dậy, báo hiệu sự suy vong của nước Tần

## Thân chết nước mất

### Quan Đông khởi nghĩa
Tháng 7 năm 209 TCN, Trần Thắng và Ngô Quảng khởi nghĩa ở làng Đại Trạch chống lại nhà Tần, tuyên bố lập lại nước Sở. Quân khởi nghĩa nhanh chóng đánh chiếm nhiều nơi, các chư hầu cũ thời Chiến Quốc nổi dậy hưởng ứng. Trần Thắng tự xưng làm Trương Sở Vương.
Ban đầu nghe tin có quân khởi nghĩa Sơn Đông, nhiều nơi sai quan yết giả báo về kinh khẩn cấp. Tần Nhị Thế thích an nhàn, ghét nghe việc giặc giã nên hạ lệnh giết những người về báo tin. Quan Bác sĩ Thúc Tôn Thông (叔孫通) nói lựa theo ý Nhị Thế, tâu rằng Trần Thắng chỉ là giặc cướp nhỏ mọn. Nhị Thế rất vui lòng. Thúc Tôn Thông bỏ trốn để tránh nạn.
Năm 208 TCN, một cánh quân Trương Sở do Chu Văn chỉ huy đánh vào ải Hàm Cốc. Tình hình nguy cấp không thể giấu được nữa. Nhị Thế nghe tin hoảng sợ, hỏi ý quần thần. Quan Thiếu Phủ là Chương Hàm tâu:
Bọn giặc đã đông và mạnh. Nay nếu đem binh ở các huyện đến thì không kịp nữa. Những người bị đày phải làm ở Ly Sơn rất đông, xin tha cho họ, giao cho họ binh khí để đánh giặc.
Nhị Thế liền đại xá thiên hạ, sai Chương Hàm lấy vũ khí trong kho, giao cho các dân phu đi ra mặt trận; lại điều quân của Vương Ly ở Trường Thành về hợp binh cùng tiến. Chương Hàm phá quân của Chu Văn. Văn thua trận bỏ chạy rồi sau đó tự sát.
Nhị Thế nghe tin thắng trận, sai thêm trưởng sử Tư Mã Hân và Đô uý Đổng Ế giúp Chương Hàm. Quân Tần thắng trận liên tiếp, diệt Trương Sở của Trần Thắng, tiêu diệt quân Ngụy và Tề ở Lâm Tế, giết Tề vương Điền Đam và Ngụy vương Cữu, sau đó phá tan quân của tướng Sở là Hạng Lương ở Định Đào. Các danh tướng ở đất Sở đều đã chết, Chương Hàm bèn đem quân đi về hướng bắc vượt Hoàng Hà để đánh vua Triệu là Yết ở Cự Lộc.

### Giết hại đại thần và tôn thất
Trong hoàn cảnh nguy cấp, Hữu thừa tướng là Khứ Tật, tả thừa tướng là Lý Tư, tướng quân là Phùng Kiếp can Nhị Thế giảm bớt việc binh dịch:
Ở Quan Đông bọn giặc nhao nhao nổi lên, Tần đem quân trừ khử giết cũng nhiều nhưng vẫn không thôi. Giặc phần lớn là những người đi thú và lo vận chuyển trên cạn dưới nước, họ làm giặc vì việc xây đắp cực khổ vì thuế má nặng. Vậy xin bệ hạ đình việc xây đắp ở cung A Phòng, giảm bớt lính thú ở các biên giới.
Lời tâu trái ý, Nhị Thế bèn sai bắt luôn cả Khứ Tật, Lý Tư, Phùng Kiếp, xét các tội trạng. Cuối cùng Khứ Tật và Phùng Kiếp không chịu nhục nên tự vẫn trong ngục, còn Lý Tư bị khép vào tội chết và bị xử tử. Triệu Cao được cất nhắc làm Thừa tướng. Ông ta do đó tiếp tục xúi giục Nhị Thế trừng phạt những người không trung thành với các hình phạt nặng nề hơn. Mười hai vị công tử bị xử tử giữa chợ Hàm Dương. Mười vị công chúa cũng bị xử tử và bị xé xác.

### Bị sát hại
Năm 207 TCN, Chương Hàm cầm quân vây thành Cự Lộc, tướng nước Sở là Hạng Vũ cầm đầu quân Sở đến cứu Cự Lộc, đánh tan quân của Vương Ly và Chương Hàm. Chương Hàm đánh bị thua mấy lần, Nhị Thế cho người đến trách Chương Hàm. Chương Hàm sợ tội, sai trưởng sử là Tư Mã Hân đến trình việc và tâu xin định đoạt. Triệu Cao không cho tiếp kiến, lại tỏ ra nghi ngờ muốn làm hại, vì thế Tư Mã Hân sợ hãi bỏ trốn, khuyên Chương Hàm hàng Sở.

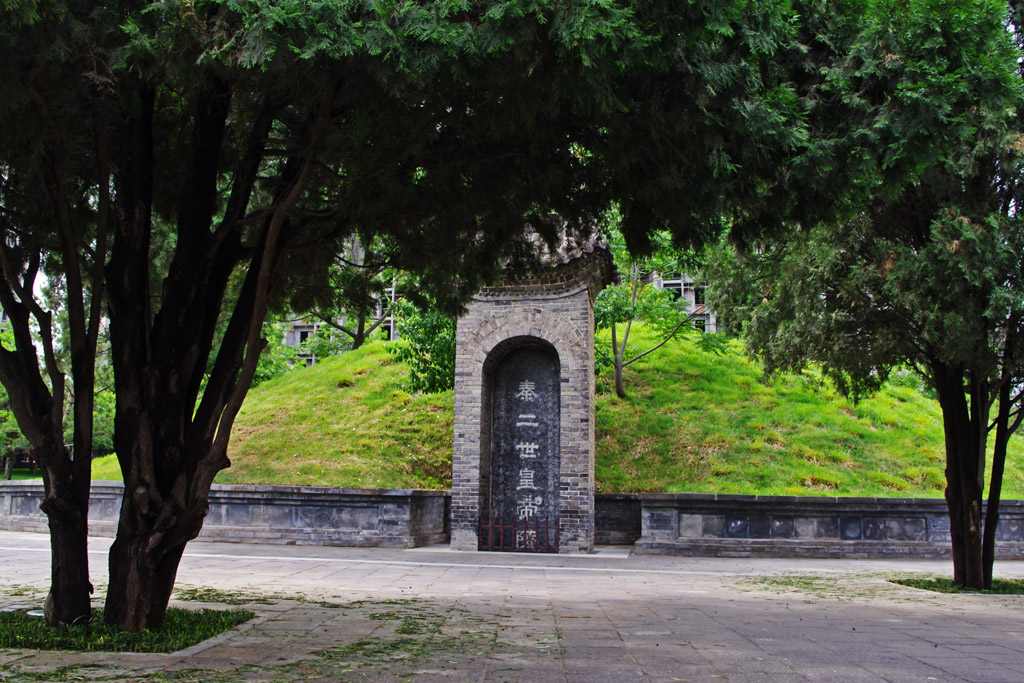
Nhị Thế Lăng

Bị Triệu Cao bức bách quá, Chương Hàm bèn đem binh đầu hàng chư hầu, cùng Hạng Vũ đi đánh Tần. Một cánh quân Sở khác do Lưu Bang chỉ huy cũng tiến gần đến Quan Trung.
Tháng 8 năm 207 TCN, Triệu Cao muốn làm phản nhưng sợ quần thần không nghe, nên trước tiên phải thử. Cao dâng Nhị Thế một con hươu và bảo rằng đó là con ngựa, Nhị Thế cười nói:
Thừa tướng lầm đấy chứ! Sao lại gọi con hươu là con ngựa?
Nhị Thế hỏi các quan xung quanh. Những người xung quanh im lặng, có người nói là "ngựa" để vừa lòng Triệu Cao, cũng có người nói là "hươu". Nhị Thế thấy vậy cả kinh, tự cho là mình loạn óc, bèn cho giết những người gọi hươu là hươu và cho gọi quan thái bốc sai bói xem. Quan thái bốc khuyên nên trai giới. Nhị Thế bèn vào vườn Thượng Lâm trai giới, ban ngày đi chơi, săn bắn. Có người vào vườn Thượng Lâm, Nhị Thế tự tay bắn chết. Triệu Cao bèn nói với Nhị Thế:
Nhà vua vô cớ giết người vô tội, đó là điều trời cấm, quỷ thần không nhận dỗ tế lễ, trời sinh tai họa. Nên đi xa cung nhà vua để giải trừ tai họa.
Nhị Thế bèn dời đến cung Vọng Di.
Triệu Cao bàn mưu với người rể là Diễm Nhạc làm quan lệnh ở Hàm Dương và em là Triệu Thành:
Nhà vua không nghe lời can ngăn. Nay việc đã gấp, nhà vua muốn quy tội cho chúng ta. Ta muốn thay đổi vua lập công tử Anh. Tử Anh là người nhân đức, cần kiệm, trăm họ đều kính trọng lời nói của ông ta.
Triệu Cao liền sai lang trung lệnh làm nội ứng giả vờ báo có giặc lớn kéo vào kinh thành, sai Diễm Nhạc triệu tập các tướng đem quân đuổi giặc. Sau đó Cao sai Diễm Nhạc cầm hơn một nghìn người đến cửa cung Vọng Di. Nhạc trói người vệ binh giữ cửa, chém quan giữ thành rồi đem quân đi vào, vừa đi vừa bắn. Các quan lang và hoạn quan hoảng hốt bỏ chạy, ai kháng cự thì bị giết chết, chết tất cả mấy mươi người.
Diễm Nhạc bước vào, bắn vào cái màn Nhị Thế ngồi. Nhị Thế nổi giận gọi những người hầu đến. Mọi người đều hoảng sợ không dám chống cự, chỉ có một viên hoạn quan hầu ở bên cạnh không dám bỏ đi. Nhị Thế hỏi:
Sao nhà ngươi không báo với ta từ trước để đến nỗi gặp tình cảnh này?
Viên hoạn quan nói:
Thần sở dĩ được sống là nhờ không dám nói. Nếu nói trước thì thần đã bị giết rồi, làm sao còn sống đến ngày nay được?
Diễm Nhạc tiến đến trước mặt Nhị Thế và quát:
"Túc hạ kiêu ngạo ngang ngược, giết người, vô đạo, thiên hạ đều phản lại túc hạ. Túc hạ liệu xem mình nên như thế nào?"
Nhị Thế xin gặp thừa tướng (Triệu Cao), Diễm Nhạc không cho. Sau đó Nhị Thế xin làm vua một quận, rồi xin làm quan nhỏ, rồi làm dân thường nhưng Diêm Nhạc vẫn không tha, nói rằng làm theo lệnh của Triệu Cao. Nhị Thế biết không thoát được đành phải tự sát. Tần Nhị Thế ở ngôi được 3 năm, lúc đó 24 tuổi. Triệu Cao tập hợp các công tử và đại thần, báo việc bức tử Nhị Thế, rồi bàn:
"Nguyên nước Tần là một vương quốc, Thủy Hoàng làm vua cả thiên hạ, nên xưng đế. Nay sáu nước lại tự lập, đất đai của Tần càng nhỏ đi, làm đế là chỉ có cái tên hão mà thôi, như thế không nên, nên làm vương như trước."
Triều đình lập công tử Anh làm Tần vương, rồi chôn Nhị Thế theo nghi thức dành cho dân thường ở phía nam đất Đỗ, trong vườn Nghi Xuân. Tần vương Anh chỉ 46 ngày sau thì Lưu Bang tiến vào Hàm Dương, nhà Tần đến đó là sụp đổ sau 15 năm tồn tại.

## Trong văn hóa
Nhị thế tổ (二世祖) là một thành ngữ phổ biến trong tiếng Quảng Đông lấy từ tích vua Tần Nhị Thế. Thành ngữ chỉ con cháu những gia đình giàu có, chỉ biết ăn chơi phung phí tiền cha mẹ mà không biết lo lắng cho sự nghiệp, như Tần Nhị Thế đã phá hủy cơ nghiệp nhà Tần chỉ sau 3 năm làm vua.